# Земляные голуби (Chalcophaps)
Земляные голуби (лат. Chalcophaps, от  др.-греч. χαλκο- +φάψ, буквально: медный дикий голубь) — род птиц из семейства голубиных (Columbidae).

## Ареал
Представители вида распространены в Южной и Юго-Восточной Азии, в Океании, включая Новую Гвинею, и в Австралии.

## Классификация
Международный союз орнитологов относит к роду 3 вида:
- Chalcophaps indica (Linnaeus, 1758) — Изумрудный голубь
- Chalcophaps longirostris Gould, 1848 — Бурошапочный земляной голубь[1]
- Chalcophaps stephani Reichenbach, 1851